# 塞維爾縣 (田納西州)
塞維爾縣（英語：Sevier County）是美國田納西州東部的一個縣，東鄰北卡羅萊納州。面積1,113平方公里。根据美國2000年人口普查，共有人口71,170人。縣治塞維爾維爾 （Sevierville）。
成立於1794年9月27日。縣名紀念第一、三任州長、聯邦眾議員約翰·塞維爾。